# Frammento dell'Itala di Quedlinburg
Frammento dell'Itala di Quedlinburg (Berlin, Staatsbibliothek Preussischer Kulturbesitz, Cod. theol. lat. fol. 485) è un frammento composto da sei folii di un grande manoscritto miniato del V secolo contenente una traduzione della Bibbia del tipo Vetus latina. Si tratta del più antico manoscritto biblico miniato conservatosi.
I frammenti furono trovati nella rilegatura di alcuni libri conservati nella città di Quedlinburg. Le illustrazioni sono raggruppate in miniature incorniciate che occupano una pagina intera. Ciascuna pagina miniata contiene da due a cinque miniature, col testo corrispondente contenuto in pagine separate. Le illustrazioni, sebbene molto danneggiate, sono riconducibili allo stile illusionistico dell'arte tardoantica. Il frammento contiene un'illustrazione a tutta pagina degli episodi riguardanti il Primo libro di Samuele 15.
Gran parte della superficie pittorica è andata perduta, rivelando lo scritto inferiore che fornisce istruzioni all'artista che eseguì le miniature. «Fai la tomba [al fianco della quale] Saulo e il suo servo stanno in piedi e due uomini, che saltano oltre dei fossi, gli parlano e [annunciano che gli asini sono stati trovati]. Fai Saulo vicino ad un albero e il servo [e tre uomini che parlano] a lui, uno che porta tre capri, uno [tre pagnotte, uno] una fiasca di vino».